# Let It Happen
 (26 mars 2024).
Le contenu est difficilement compréhensible vu les erreurs de traduction, qui sont peut-être dues à l'utilisation d'un logiciel de traduction automatique.
Let It Happen est une chanson de l'artiste rock australien Tame Impala, premier single de son troisième album studio Currents, sorti le 10 mars 2015.
La chanson est centrée sur l'acceptation de la transition notre vie personnelle et a été travaillée dans divers endroits du monde. La chanson dure près de huit minutes et sa seconde moitié contient une section qui se répète, semblable à un disque compact rayé et des paroles épurées qui constituent du gibberish. Il contient également des voix vocodées dans la seconde moitié, qui ont en fait été manipulées avec un échantillonneur.
La chanson est largement acclamée par les critiques musicaux. Le titre culmine à la 29e place du classement Ultratop belge, 84e du classement des singles ARIA, 152e du classement des singles français et 28e au Billboard 'Adult Alternative Songs. Un clip vidéo de la chanson est mis en ligne le 17 août 2015 sur la chaîne youtube de Vevo.

## Histoire
Let It Happen parle de « vous retrouver toujours dans ce monde de chaos et de tout ce qui se passe autour de vous et de toujours l'exclure parce que vous ne voulez pas en faire partie. Mais à un moment donné, vous réalisez qu'il faut plus d'énergie pour l'exclure que pour le laisser se produire et en faire partie ». Le thème de Currents est la transition personnelle, et Let It Happen est séquencé comme chanson d'ouverture de l'album pour illustrer l'acceptation.
Parker a détaillé le développement mondial de la chanson dans une interview pour Under the Radar en 2015 :

« I think most of that song was put together at different times, when I was on tour, actually. I remember it came to me, I think I was walking to my hotel room in Oklahoma. And then the chorus, I was at a festival in Hungary or Turkey. And then the midsection, the jam bit, I was on a train. That's a bit looping and a weird repetitive thing going on, and I had my laptop on a train in France, going to Toulouse. I think with that song, one thing led to another. I was just jamming by myself in the way I do, and I put it on a loop to see what sounds cool. I just see where it takes me. »

.

## Composition
Let It Happen est une chanson pop psychédélique, disco, synth-pop , et rock psychédélique. À un moment donné, la chanson commence à sauter, rappelant un disque compact qui saute. Le producteur Kevin Parker a inclus cela comme une extension de sa fascination pour les problèmes de lecture. Vers la fin de la chanson, Parker commence à chanter des mélodies sans paroles via un échantillonneur de clavier. Il avait l'intention d'écrire les paroles de la section, qu'il a surnommée la « version parlant en langues », mais a constaté qu'il lui manquait le « groove » de son incarnation originale. Conformément au titre et au sujet de la chanson, il a laissé le charabia dans le morceau final.

## Sortie et remixes
Let It Happen est disponible le 10 mars 2015 en téléchargement numérique gratuit sur le site Web du groupe. Tame Impala partage d'abord le morceau sur sa page Facebook, en écrivant "NEW SONG. Track 1", la première chanson sortie de Currents et était destinée à lancer un cycle promotionnel se terminant par la sortie de l'album et l'apparition du groupe à Coachella en mai, mais le disque a ensuite été retardé jusqu'en juillet.
Un remix de la chanson du groupe de rock électronique Soulwax est diffusé dans l'émission Beats 1 de Zane Lowe le 8 septembre 2015 La chanson est également reprise par le groupe de metalcore australien Northlane, sur la version de luxe de leur album Node.

## Clip musical
Le clip officiel de la chanson, d'une durée de quatre minutes et dix-sept secondes, est mis en ligne le 17 août 2015 sur la chaîne Vevo du groupe sur YouTube. Stereogum résume la vidéo en déclarant que le protagoniste de la vidéo (Michael Instone) « brouille la frontière entre dépression nerveuse, crise médicale et hallucination, de manière plus mémorable lorsqu'il se retrouve attaché à un siège d'avion en train de tomber dans le ciel ». Il est réalisé par David Wilson. Le clip a été tourné à Kiev, en Ukraine (aéroport international Boryspil et Hilton Kyiv).

## Réception critique
Dès sa sortie, la chanson est acclamée par la critique. Le critique de Pitchfork, Ian Cohen, lui décerne le titre de « Meilleur nouveau morceau » du site, écrivant que la chanson « semble s'éditer elle-même en temps réel avec toutes sortes de filtres, de voix manipulées, d'ambiances tourbillonnantes, et une partie centrale surprenante où il appuie sur le bouton du looper et le maintient enfoncé. Il est expert dans l'art de transmettre la joie inattendue de la chance du débutant derrière les planches ». Michelle Geslani de Consequence of Sound fait également l'éloge de la deuxième section de la chanson, commentant : « La deuxième moitié de la chanson s'avère particulièrement inspirante, car elle présente une jam session de synthétiseurs complètement méchante et des harmonies de  vocodeur magiques ».

### Distinctions
| Critique/Publication | Liste                  | Position               | Ref.   |
| -------------------- | ---------------------- | ---------------------- | ------ |
| NPR                  | Favorite Songs of 2015 | Aucun classement donné | [ 17 ] |

Let It Happen apparait sur les listes de fin d'année de nombreux critiques des meilleures chansons de 2015. Consequence of Sound classe la chanson au deuxième rang de l'année, la qualifiant de « grande déclaration », « méticuleusement arrangée » et « l'une des ouvertures d'album les plus audacieuses de l'année ». La publication a également déclaré: « 'est la meilleure chanson que [Parker] ait jamais écrite sur le meilleur album qu'il ait jamais fait ». Pitchfork place la chanson cinquième sur sa liste de fin d'année, la qualifiant d'« expérience intérieure très intime » qui « 'est pas tant du psych rock que du psyché rock - le genre d'insta-jam qui donne l'impression d'être diffusé par télépathie plutôt que par la sonorisation d'un stade ».
Spin classe la chanson au septième rang de sa liste des meilleures chansons de l'année, la qualifiant de « la découverte  du psych-rock, huit minutes de vamping régulier qui se fondent en une synthèse idéale des pouvoirs doux et kaléidoscopiques de Tame Impala  et de la capacité de EDM à commander physiquement. The Fader a classé la chanson au septième rang, la qualifiant de « bain sonore agité, étiré et produit de manière immaculée qui submerge l'auditeur, l'invitant à s'immerger dans la folie des sentiments ». Time l'a classe également septième, la décrivant comme « passant par tous les états de la matière : les claviers de lampe à lave cèdent la place à des paysages sonores gazeux, les voix de robot se décomposent en riffs de guitare flous, et les effets sonores bégayants vous font brièvement penser que vos haut-parleurs sont en train de s'effondrer ».
Paste la place neuvième dans son classement de fin d'année, la qualifiant de « thèse de l'album » et déclarant que « les multiples mouvements de la chanson se gonflent et s'épanouissent dans le psych-rock cosmique que Tame Impala a si intelligemment manié sur Innerspeaker et Lonerism, mais une nouvelle dimension a été ajoutée cette fois-ci ». Popmatters l'a classe onzième meilleure chanson de l'année, la qualifiant de « à la fois l'ouverture de l'album et son apogée thématique » tout en le félicitant pour « avoir atteint un sommet pour une pop indie contemporaine plus redevable aux disques disco classiques qu'à Pavement ou aux Pixies ». Rolling Stone classe Let It Happen au 17e rang sur sa liste de fin d'année des 50 meilleures chansons de 2015 The Village Voice nomme le titre, 14e meilleur single sorti en 2015 lors de son sondage annuel de fin d'année Pazz & Jop. Noisey désigne la chanson comme la 25e meilleure de l'année, la qualifiant de « gémissement torturé de près de huit minutes, aussi provocateur qu'effrayant » et d'« exercice hallucinatoire remarquable, aussi à l'aise dans un DJ set cosmique tentaculaire que dans une séance de beuverie dans une chambre de dortoir ».
Aux ARIA Music Awards 2015, Let It Happenest nommée pour la meilleure sortie pop. Avec " The Less I Know the Better ", la chanson est l'une des deux chansons de Currents à atteindre le top cinq du Triple J Hottest 100, 2015, se classant à la 5e place.
Let It Happen apparait sur les listes de fin de décennie des meilleures chansons de plusieurs critiques. Pitchfork la classe 47e meilleure chanson des années 2010, avec le commentaire du contributeur Noah Yoo, « avec ce lourd morceau de space disco, Parker s'est décidément affranchi de toute idée préconçue sur ses capacités ». Pranav Trewn, de Stereogum, la classe 35e l'a classe 35e meilleure chanson, la décrivant comme la façon dont Parker « façonne l'EDM en tant que grand art ». Le titre est classéà la même place dans la liste similaire du NME. En 2020, elle est élue meilleure chanson du XXIe siècle par les auditeurs de la radio néerlandaise NPO 3FM.

## Apparitions dans les médias
En septembre 2018, une version éditée de la chanson apparait dans une publicité télévisée de Ford Motor Company pour sa gamme de voitures 2019.

## Classements
| Classements (2015–16)                  | Meilleure position |
| -------------------------------------- | ------------------ |
| Australie (ARIA)                       | 84                 |
| Belgique (Flandre Ultratop 50 Singles) | 19                 |
| Belgique (Wallonie Ultratip 50)        | 21                 |
| France (SNEP)                          | 152                |
| États-Unis (Adult Contemporary)        | 28                 |
| États-Unis (Hot Rock Songs)            | 41                 |

| Classement (2016)            | Position |
| ---------------------------- | -------- |
| Belgique (Ultratop Flanders) | 78       |

## Certifications
| Région                                                                     | Certification | Ventes/Streams |
| -------------------------------------------------------------------------- | ------------- | -------------- |
| Australie (ARIA)                                                           | Platine       | 70 000^        |
| Pologne (ZPAV)                                                             | Or            | 25 000*        |
| Royaume-Uni (BPI)                                                          | Or            | 400 000‡       |
| États-Unis (RIAA)                                                          | Platine       | 1 000 000^     |
| xNon précisé par la certification ‡ventes/streaming selon la certification |               |                |

## Historique des versions
| Région  | Date         | label   | Format         |
| ------- | ------------ | ------- | -------------- |
| Mondial | 11 mars 2015 | Modular | Téléchargement |